# Paperella di gomma

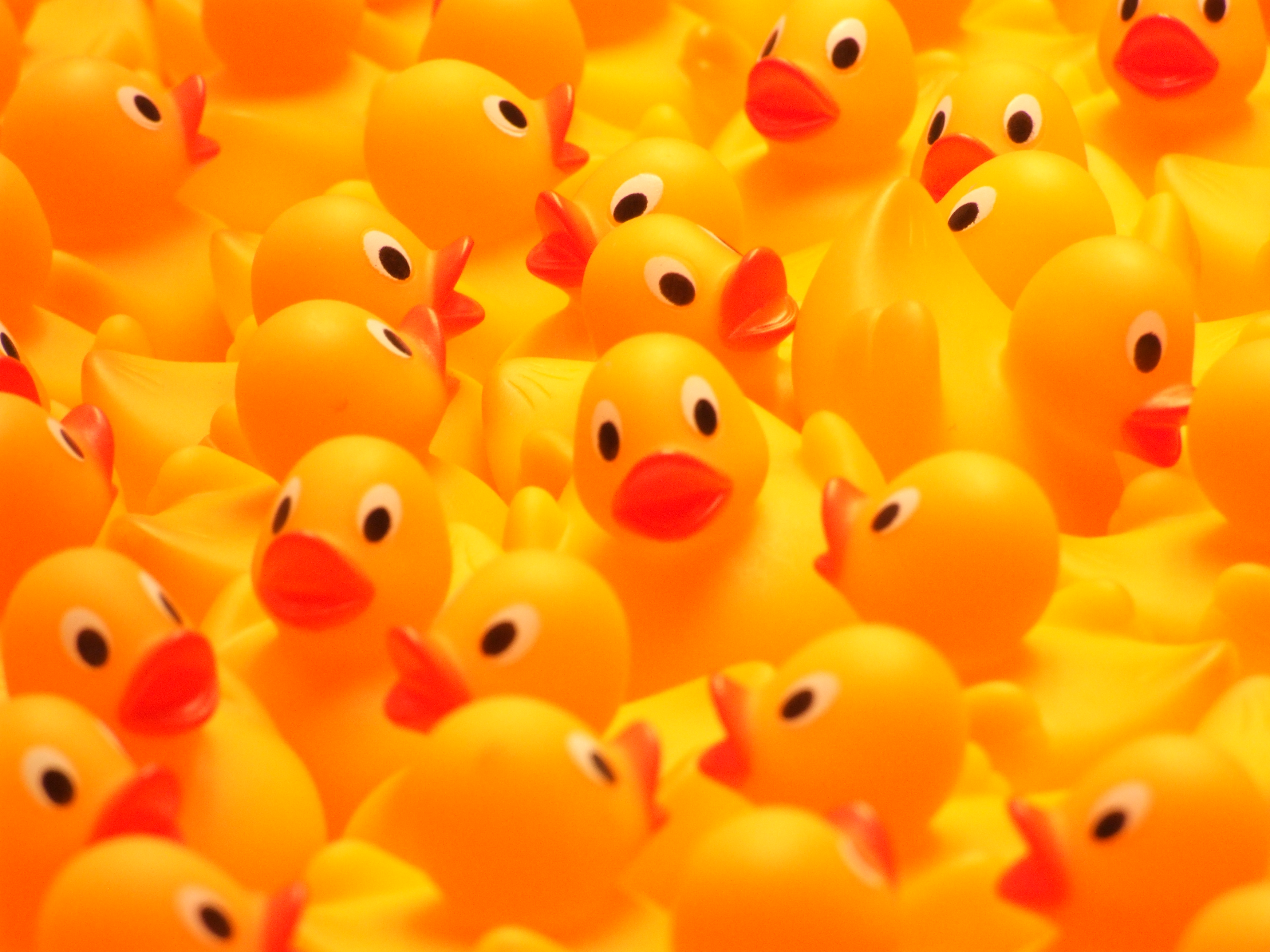
Alcune moderne paperelle di gomma.

Una paperella di gomma è un giocattolo a forma di piccola papera stilizzata, ed è generalmente di colore giallo e con base piatta. Può essere realizzata in gomma o in materiali simili come il PVC. La paperella di gomma gialla ha raggiunto lo status di icona nella cultura pop occidentale ed è spesso simbolicamente collegata al bagno. Negli anni sono state prodotte numerose varianti moderne del prodotto.

## Storia
La storia di questo giocattolo è legata alla nascita della produzione della gomma nel tardo XIX secolo. Le prime paperelle di gomma erano realizzate da gomma più dura.
Jim Henson rese popolari le paperelle di gomma negli anni settanta, grazie al brano Rubber Duckie. Henson era il doppiatore di Ernie, un popolare Muppet dello show televisivo Sesamo apriti, che appunto parlava frequentemente con Duckie, la sua paperella, che si portava sempre dietro. In un'occasione particolare il brano fu interpretato da Little Richard.
Oltre alla celebre papera di gomma gialla con cui la maggior parte delle persone ha familiarità, ci sono state numerose varianti sul tema di base, tra cui papere che rappresentano le professioni, i politici o varie celebrità. Esistono anche papere che brillano al buio, cambiano colore, hanno illuminazioni al LED interne, o che includono una piccola elica che permette loro di "nuotare". Non mancano persino paperelle da bagno per uso autoerotico, anche dotate di vibratore.
Nel 2001, il Sun (un tabloid britannico) ha riportato che la Regina Elisabetta II aveva una paperella di gomma nel proprio bagno che indossava una corona. La paperella era stata notata da un operaio che stava riverniciando il suo bagno. Questa storia ha aumentato le vendite delle paperelle di gomma nel Regno Unito di circa l'80% per un breve periodo.
Le paperelle di gomma vengono collezionate da un piccolo numero di appassionati. Il Guinness World Record del 2011 ha decretato che la più grande collezione di paperelle di gomma al mondo è composta da 5.631 pezzi differenti ed appartiene a Charlotte Lee.

## Nella cultura popolare
Ernie, un popolare Muppet della serie televisiva Sesame Street, ha eseguito la canzone "Rubber Duckie" più volte dall'inizio della serie. Ernie parlava spesso con la sua papera e la portava con sé in altri segmenti dello spettacolo. In un'occasione speciale, Little Richard ha eseguito la canzone.
La canzone di successo di C.W. McCall "Convoy" (e il film e il romanzo che ha ispirato) sono narrati dal punto di vista di un personaggio che ha sostituito l'ornamento sul suo camion Mack che prima era un bulldog con un giocattolo per la vasca da bagno e una frase della canzone è "Pig Pen, this here's the Rubber Duck".
Gli Akron RubberDucks, precedentemente noti come "Aeros", hanno adottato ufficialmente il soprannome il 29 ottobre 2013. Il soprannome rende omaggio alla storia della città nell'industria della gomma, in particolare come luogo di nascita di aziende come Goodyear, Firestone, BF Goodrich e General Tire.

### Simbolo di protesta
Le paperelle di gomma sono anche diventate un simbolo di protesta contemporaneamente a Belgrado, Brasile e Mosca nel 2017 e a Bangkok nel 2020.

### La papera di gomma più grande del mondo
La papera di gomma più grande del mondo è stata creata dall'artista olandese Florentijn Hofman nel 2007, misura 16,5 m × 20 m × 32 m (54 piedi × 66 piedi × 105 piedi) e pesa circa 600 chilogrammi (1.300 libbre). Dal 2007, diverse papere di varie dimensioni create da Hofman sono state esposte fino al 14 novembre 2014 in paesi e territori come Amsterdam, Paesi Bassi; Lommel, Belgio; Ōsaka, Giappone; Sydney, Australia; San Paolo, Brasile; Hong Kong, Cina; Kaohsiung, Taiwan; e Seoul, Corea. Sono anche state esposte in una mostra negli Stati Uniti a partire dal 20 ottobre 2013.
Nel 2013, il "Great Firewall" cinese ha bloccato le ricerche di "grande papera gialla" ("big yellow duck") perché gli attivisti cinesi stavano modificando con Photoshop la scultura Rubber Duck trasformandola nella foto di Tank Man del massacro di piazza Tiananmen. Se si cercava il termine "Big Yellow Duck", appariva un messaggio che affermava che, secondo le leggi, gli statuti e le politiche pertinenti, i risultati della ricerca non potevano essere mostrati.

## Gare

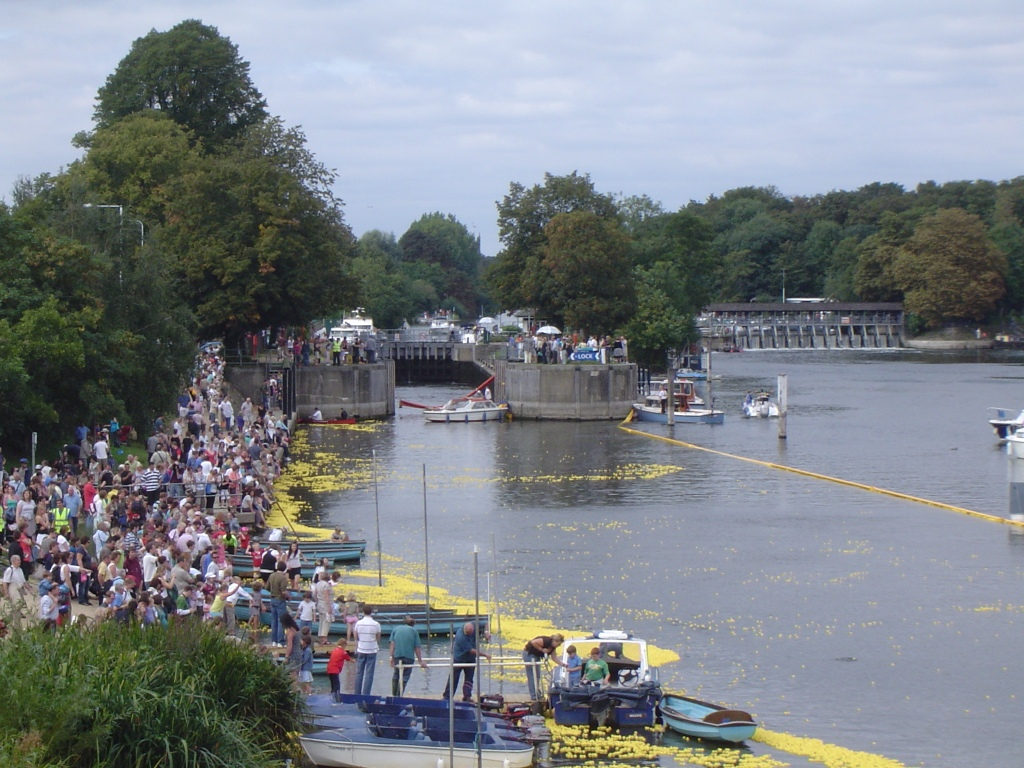
Great British Duck Race 2007

Le gare di paperelle di gomma, note anche come derby duck races, sono state utilizzate come metodo di raccolta fondi per le organizzazioni di tutto il mondo. Le persone donano denaro all'organizzazione sponsorizzando una papera. Alla fine della raccolta fondi, tutte le papere vengono gettate in un corso d'acqua, e la prima che supera il traguardo vince un premio per il suo sponsor.

### Nord America
Ci sono centinaia di gare organizzate negli Stati Uniti e a livello internazionale. La gara più grande negli Stati Uniti è l'annuale Freestore Foodbank Rubber Duck Regatta a Cincinnati, Ohio. Per la prima volta nel 1995, la Rubber Duck Regatta presenta ora oltre 150.000 papere che gareggiano per raccogliere fondi per l'organizzazione. Dal suo inizio nel 1995, la Rubber Duck Regatta a Cincinnati Ohio ha raccolto oltre 9 milioni di dollari e dal 2014 è stato raccolto oltre 1 milione di dollari per ogni anno di regata.
L'annuale Aspen Ducky Derby è stato organizzato per la prima volta dal Rotary Club di Aspen, Colorado, nel 1991. Il derby ora ospita 30.000 papere e si svolge ogni agosto nel Rio Grande Park di Aspen. Negli ultimi 20 anni, l'Aspen Ducky Derby ha raccolto più di 2,3 milioni di dollari a beneficio di 65 gruppi senza scopo di lucro.
A Fort Wayne, Indiana, da oltre 30 anni la Weigand Construction Duck Race si svolge in estate al Johnny Appleseed Park per sostenere l'organizzazione SCAN, la cui missione è eliminare l'abuso e l'abbandono dei bambini nel nord-est dell'Indiana attraverso servizi alla famiglia, istruzione e collaborazioni comunitarie.
Una delle gare di paperelle di gomma più famose è la Great Knoxville Rubber Duck Race. Questa corsa ha ricevuto attenzione quando la Corte Suprema del Tennessee ha stabilito che si trattava di una lotteria, che ha interrotto la corsa per alcuni anni. Dopo che lo stato ha modificato la sua costituzione per consentire le lotterie con eccezioni speciali, la corsa è stata ripristinata. La gara Derby Duck vede oltre 40.000 papere correre a beneficio del Boys and Girls Club of Tennessee Valley.
Una famosa gara di paperelle di gomma è l'Halifax Duck Derby. Questa corsa ha 10.000 papere di gomma nel porto di Halifax lungo Bishops Landing. C'è un primo premio di 1 milione di dollari canadesi; altri premi includono un viaggio in qualsiasi parte del Canada, TV a grande schermo e altro ancora. Questa gara ha avuto molto successo nella raccolta di fondi e nella consapevolezza per le sue organizzazioni.
Il Lumsden Duck Derby è una tradizione del Labor Day nella città di Lumsden, Saskatchewan, 31 chilometri (19 miglia) a nord-ovest di Regina. Fondato nel 1988 per aiutare la città a raccogliere fondi per una nuova pista di pattinaggio, oggi il Derby gareggia con 25.000 papere di gomma lungo un tratto del fiume Qu'Appelle e prevede un primo premio di 1 milione di dollari canadesi. La città organizza una giornata con una colazione a base di frittelle, gruppi musicali e altri intrattenimenti, attività per bambini e una "parade to the post".
L'Estes Park Rotary Duck Race raccoglie fondi per 68 diversi enti di beneficenza. I concorrenti devono scegliere a quale ente di beneficenza donare i propri soldi quando acquistano il biglietto.

### Australia
La Great Brisbane Duck Race si tiene ogni anno sul fiume Brisbane per raccogliere fondi per la PA Research Foundation. La corsa di 100 metri (330 piedi) ha visto partecipare alla gara 30.000 paperelle di gomma nel 2011. La PA Research Foundation organizza anche una Team Duck Race Challenge in cui i gruppi sono invitati a raccogliere fondi e partecipare a gare motorizzate o non motorizzate Team Duck Race con una grande papera di gomma alta 26 centimetri (10 pollici) che le squadre possono decorare, marchiare e modificare.
Un'altra gara si è svolta in Australia nel gennaio 1988. Si è svolta dal "ponte di alto livello" al "ponte di basso livello" vicino a Katherine, durante il lungo weekend dell'Australia Day. Agendo per conto del Comitato per il Bicentenario della città, gli ufficiali della Royal Australian Air Force Andrew Cairns e Jock MacGowan hanno costruito la gabbia di rilascio con un tubo in PVC, acquistato e numerato le papere, stampato i biglietti e persino organizzato un flypast (ossia un volo di un aeromobile o di un gruppo di aeromobili che volano secondo uno schema speciale come parte di una cerimonia) in elicottero.

### Europa

#### Regno Unito

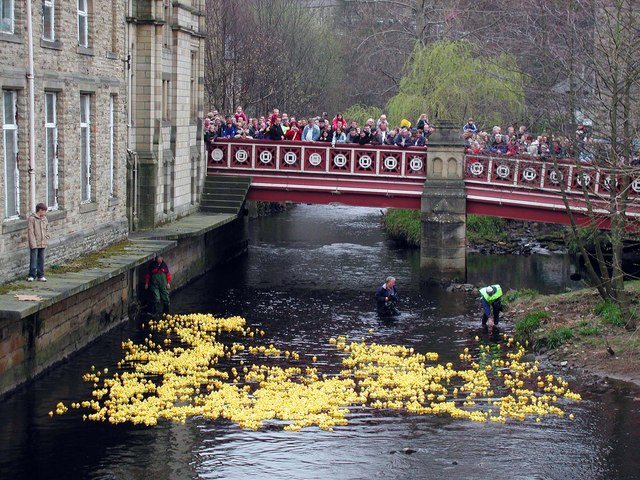
Hebden Bridge Duck Race, West Yorkshire

A Stockbridge, Edimburgo dal 1988, lo Stockbridge Community Festival ha tenuto l'annuale Stockbridge Duck Race per raccogliere fondi per enti di beneficenza locali. 1000 papere di gomma vengono rilasciate nell'acqua di Leith allo Stockbridge per galleggiare a valle fino al traguardo al Falshaw Bridge. La gara del 2010 è stata memorabile per un improvviso acquazzone al traguardo. La gara del 2011 si è tenuta il 3 luglio con i proventi destinati agli enti di beneficenza locali Stockbridge House e St. Columba's Hospice.
Per oltre 25 anni, Bibury nel Gloucestershire ha ospitato l'annuale Duck Race durante il Boxing Day. L'evento benefico, che richiama migliaia di spettatori, è suddiviso in due gare; uno con le iconiche papere gialle, l'altro con le papere-esca più realistiche, entrambe tenute sul fiume Coln.
Il 31 agosto 2008, nei pressi di Hampton Court Palace a Londra, si è tenuta la Great British Duck Race. La gara ha battuto il record mondiale per il numero di papere utilizzate insieme, con un totale di 250.000. Le papere utilizzate nella gara erano di un colore blu brillante, dopo che gli steward dell'anno precedente avevano avuto problemi con gli spettatori che lanciavano le proprie papere in acqua.
Ogni anno, il lunedì di Pasqua, a Glenridding viene organizzata una gara di papere dalla squadra di soccorso alpino locale per raccogliere fondi. Un'altra è la Manchester Duck Race, che si tiene a Spinningfields sul fiume Irwell ogni Venerdì santo, con diverse migliaia di papere.

#### Germania

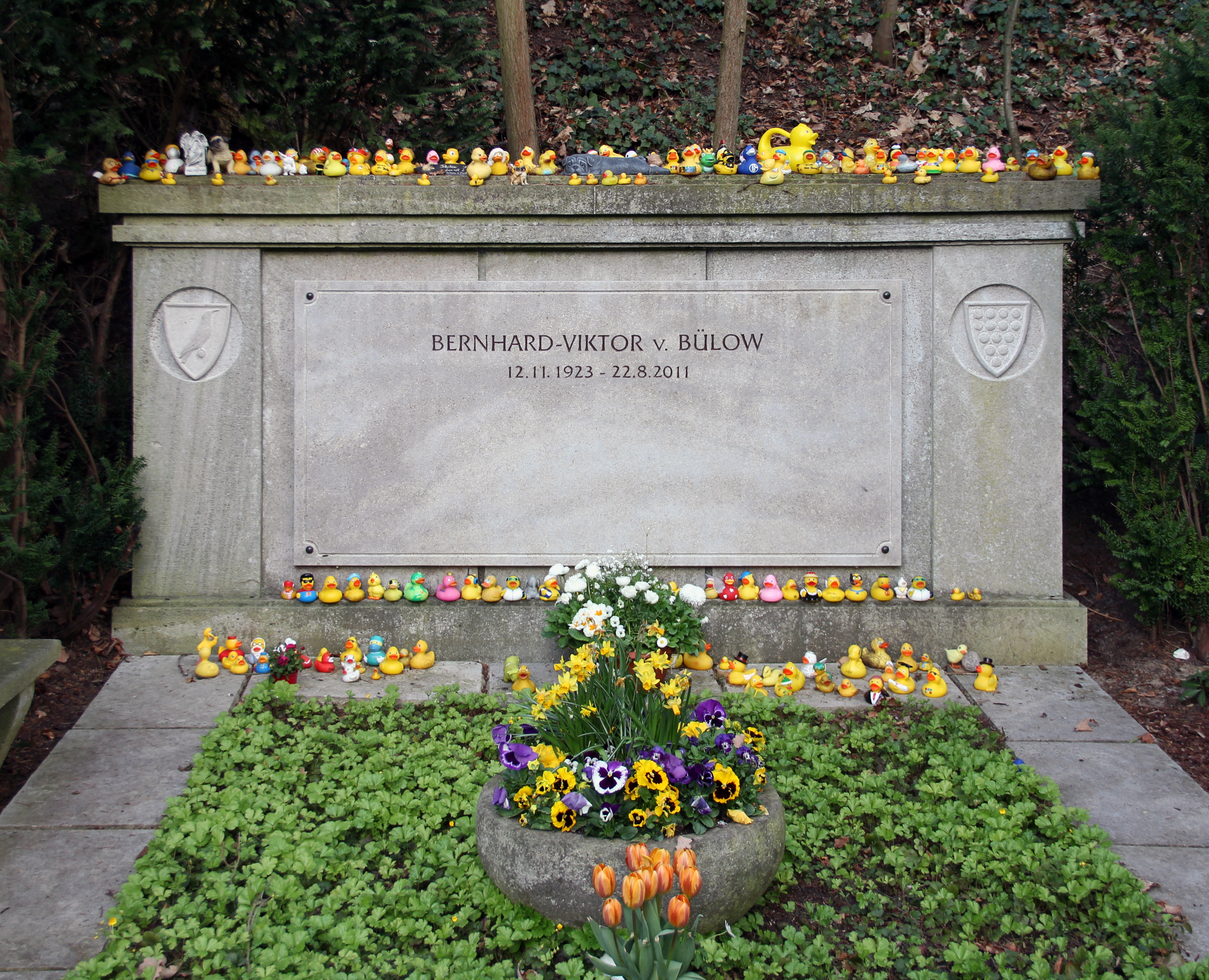
Paperelle di gomma sulla tomba dell'umorista tedesco Vicco von Bülow, in omaggio a uno dei suoi sketch comici più noti.

Ogni luglio a Norimberga si tiene una gara di beneficenza chiamata "Entencup". Il beneficiario cambia ogni volta, tra cui lo zoo di Norimberga.

## Studi scientifici

### Oceanografia
Durante una tempesta nel Pacifico avvenuta il 10 gennaio 1992, tre container da 40 piedi contenenti in totale 28.800 giocattoli da bagno in plastica Friendly Floatees di una fabbrica cinese furono spazzati via da una nave. Ogni container conteneva 7.200 giocattoli che comprendevano tartarughe blu, papere gialle, castori rossi e rane verdi. Due terzi dei giocattoli galleggiarono verso sud e sbarcarono tre mesi dopo sulle coste dell'Indonesia, dell'Australia e del Sud America. I restanti 10.000 giocattoli si sono diretti a nord verso l'Alaska e poi hanno fatto un giro completo tornando vicino al Giappone, raggiunti dalla corrente del North Pacific Gyre come il cosiddetto Great Pacific Garbage Patch. Molti dei giocattoli sono poi entrati nello stretto di Bering tra l'Alaska e la Russia e sono rimasti intrappolati nel ghiaccio artico. Si muovevano attraverso il ghiaccio a una velocità di un miglio al giorno e nel 2000 sono stati avvistati nel Nord Atlantico. Il movimento dei giocattoli era stato monitorato dall'oceanografo americano Curtis Ebbesmeyer. Sbiancate dal sole e dall'acqua di mare, le papere e i castori erano diventati bianchi, ma le tartarughe e le rane avevano mantenuto i loro colori originali.
Tra luglio e dicembre 2003, The First Years Inc. ha offerto una ricompensa di 100 dollari in titoli di risparmio statunitensi a chiunque avesse recuperato un Floatee nel New England, in Canada o in Islanda. Più giocattoli sono stati recuperati nel 2004 rispetto a uno qualsiasi dei tre anni precedenti. Tuttavia, si prevedeva che una quantità maggiore di questi giocattoli si sarebbero diretti verso est oltre la Groenlandia e sarebbero approdati sulle coste sud-occidentali del Regno Unito nel 2007.
Questi giocattoli sono stati oggetto del libro di Donovan Hohn del 2011 Moby-Duck: The True Story of 28,800 Bath Toys Lost at Sea.

### Scioglimento dei ghiacciai
Nell'agosto 2008, il Jet Propulsion Laboratory della NASA ha intrapreso studi sul ghiacciaio Jakobshavn della Groenlandia per determinare in che modo lo scioglimento glaciale interno durante l'estate ha influenzato il suo movimento. Una sofisticata sonda delle dimensioni di un pallone da calcio dotata di dispositivo GPS, sensore di pressione, termometro e accelerometro è stata calata con una corda in uno dei mulini glaciali. L'attrezzatura della sonda è stata progettata per trovare strutture come cascate all'interno del ghiaccio. La sonda è rimasta in silenzio, quindi novanta paperelle di gomma contrassegnate in inglese, danese e inuit con il testo "science experiment" e "reward", insieme a un indirizzo email da contattare se trovate, sono state messe nei mulini e si sperava che le papere alla fine sarebbero uscite e sarebbero state trovate da cacciatori o pescatori intorno alla baia di Baffin. A partire dal 2012, nessuna delle papere è stata trovata o restituita, probabilmente perché intrappolata in grandi falde acquifere successivamente scoperte all'interno del ghiaccio.

### Studio sui germi
Un articolo del 2019 sulla rivista scientifica Environmental Science: Water Research & Technology descrive in dettaglio come le paperelle di gomma sono state utilizzate per ampliare le conoscenze su come l'acqua potabile interagisce con i materiali plastici flessibili in relazione alla contaminazione microbica e dei nutrienti. In particolare come questi microbi potrebbero influenzare gli utenti finali potenzialmente vulnerabili. Il bagno, nonostante sia il luogo in cui la famiglia può lavarsi, è sorprendentemente adatto a creare le condizioni perfette per la crescita microbica e quindi i ricercatori hanno voluto vedere se questi morbidi giocattoli di plastica potessero potenzialmente rappresentare un rischio. Hanno stabilito che, sebbene alcuni batteri e microbi possano essere assorbiti nei giocattoli, solo in specifiche condizioni di laboratorio diventano pericolosi per gli esseri umani e quindi sono ampiamente sicuri.

## Hook-a-duck

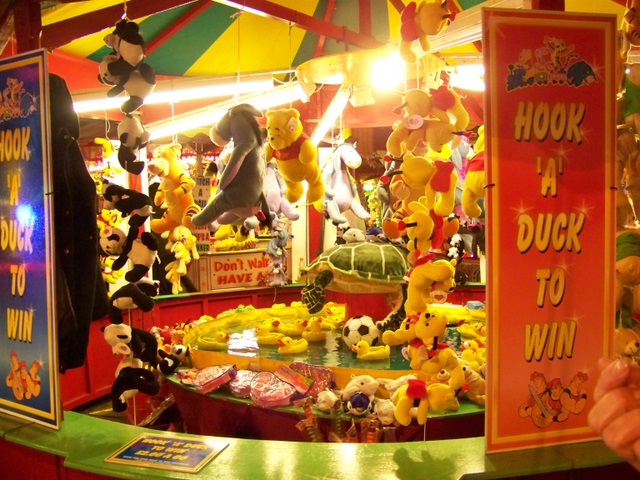
Un hook-a-duck in stallo in un luna park a Salisbury, in Inghilterra.

Hook-a-duck è un tradizionale gioco di bancarelle da fiera, noto anche come stagno delle papere. Un certo numero di papere di gomma vengono fatte galleggiare in una vasca. Le papere hanno anelli di metallo fissati alla testa. Sebbene le papere sembrino identiche, portano segni o numeri nascosti sulle loro basi.